# Gråskären, Nagu
Gråskären är en ö nära Skäriråsen i Nagu,  Finland.   Den ligger i Pargas stad i den ekonomiska regionen  Åboland  och landskapet Egentliga Finland. Ön ligger omkring 4 kilometer öster om Skäriråsen, omkring 43 kilometer söder om Nagu kyrka,  74 kilometer söder om Åbo och 180 km väster om Helsingfors. Närmaste allmänna förbindelse är förbindelsebryggan vid Borstö som trafikeras av M/S Nordep. Arean är 0,33 kvadratkilometer.
Terrängen på Gråskären är mycket platt. Öns högsta punkt är 9 meter över havet. Den sträcker sig 1,3 kilometer i nord-sydlig riktning, och 0,5 kilometer i öst-västlig riktning.